# Tortricinae
Tortricinae là phân họ bướm đêm tortrix. Thường được gọi là loài cuốn lá, do ấu trùng xây tổ bằng cách cuốn hay gập lá cây mà chúng ăn lá, tortricinae bao gồm nhiều loài trùng gây hại đáng kể cũng như là loài được sử dụng làm tác nhân kiểm soát sinh vật chống lại loài cỏ dại.

## Chiincertae sedis
Các Chi tortricine chưa được xếp vào một tông nào:
Alytopistis
Apateta
Apinoglossa
Arotrophora
Hydaranthes
Ioditis
Mictopsichia
Orthocomotis
Paracomotis
Paraphyas
Parastranga
Peraglyphis
Syllomatia
Symphygas
Tanychaeta

## Hình ảnh

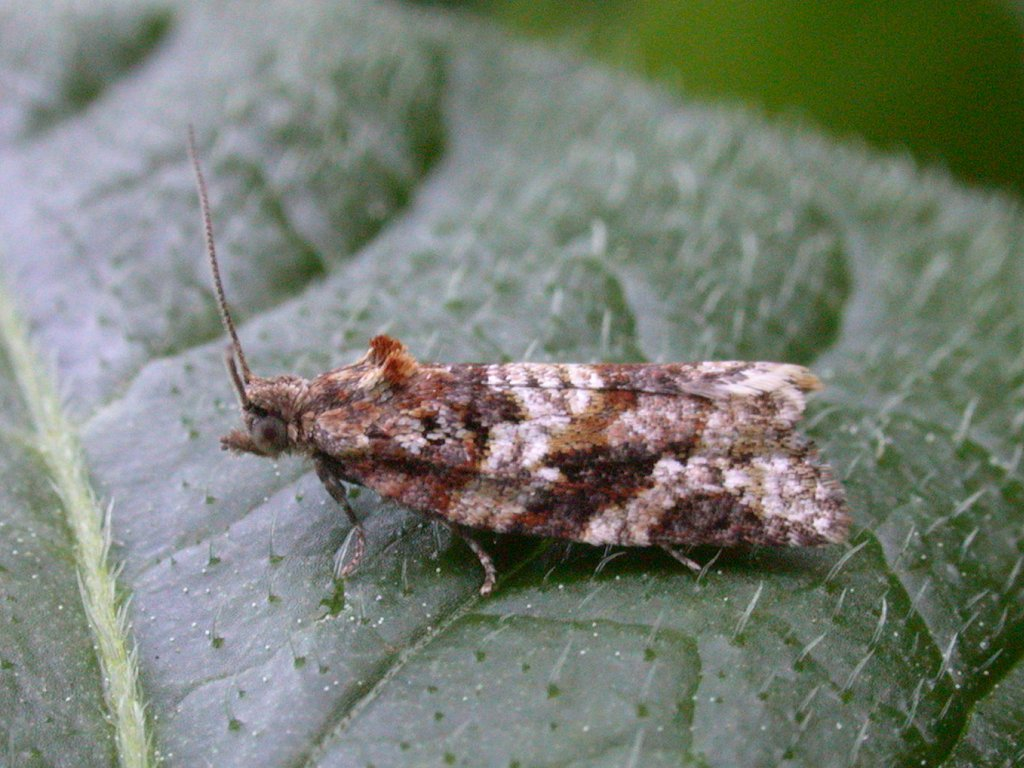
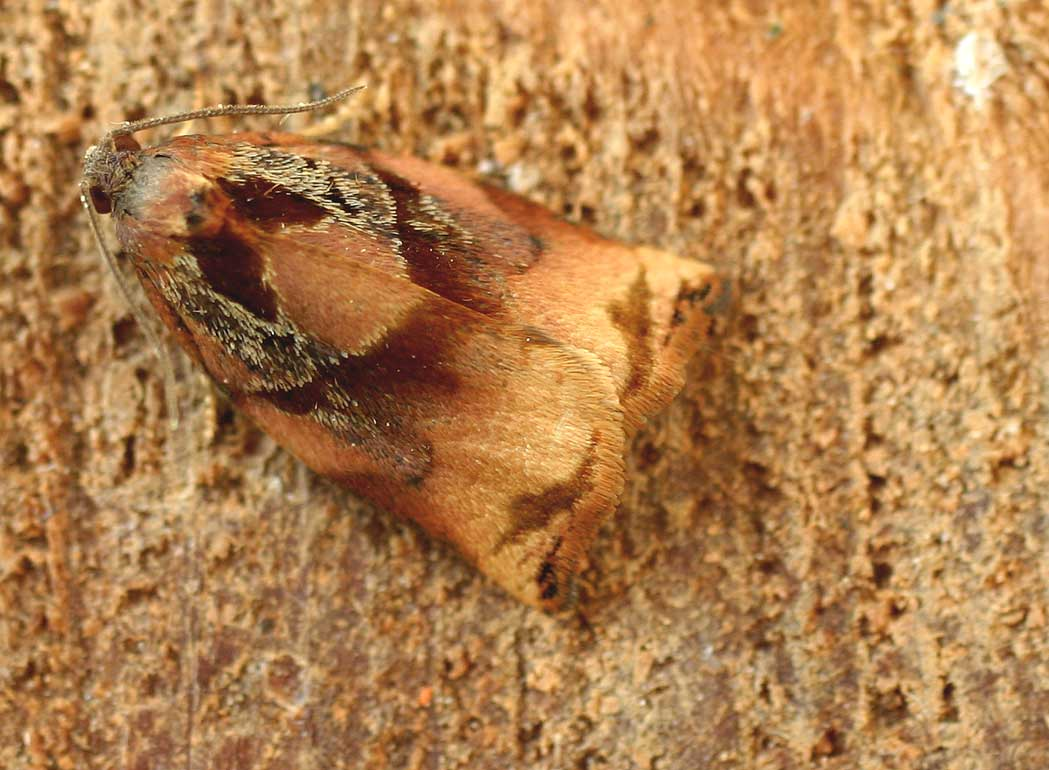
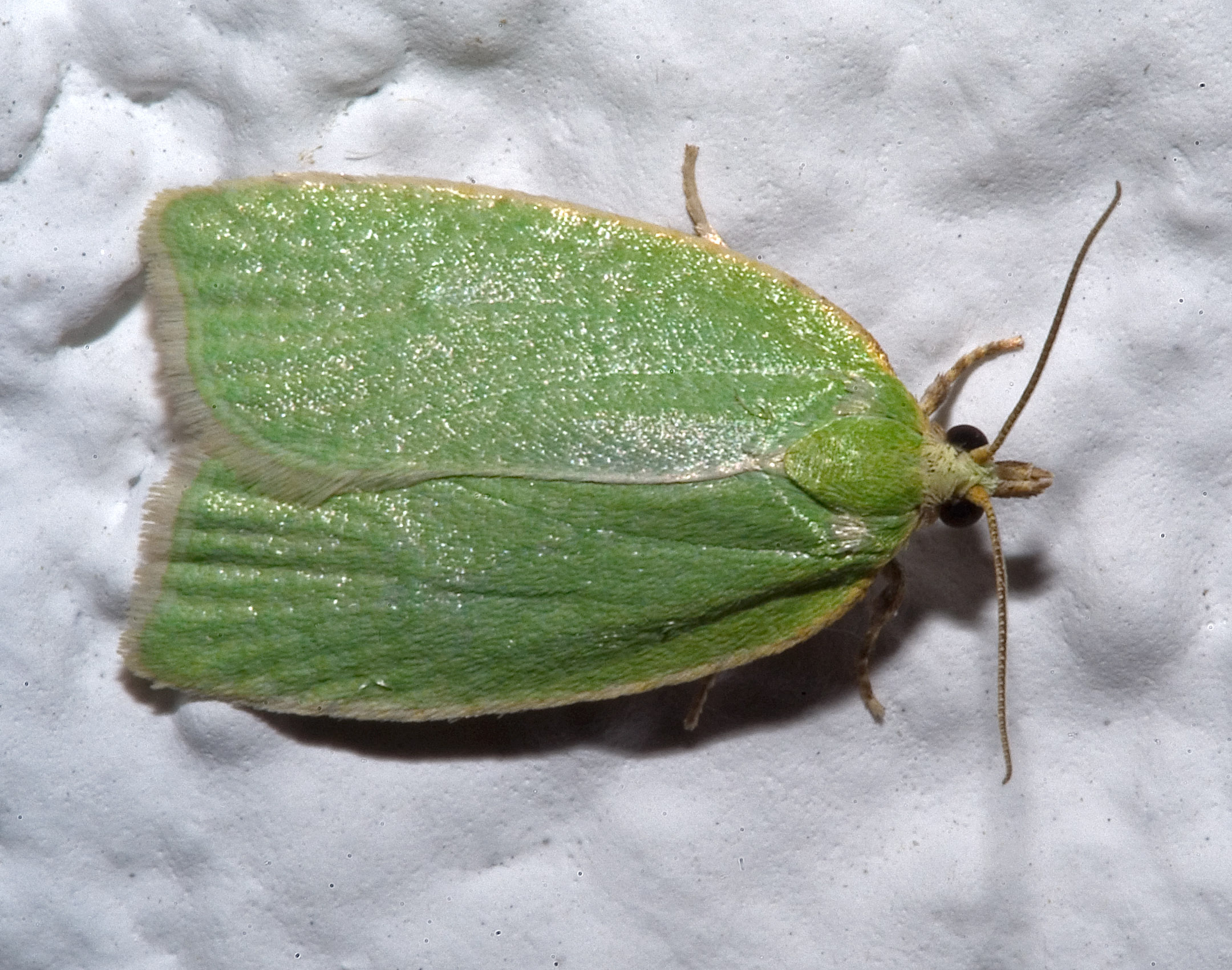
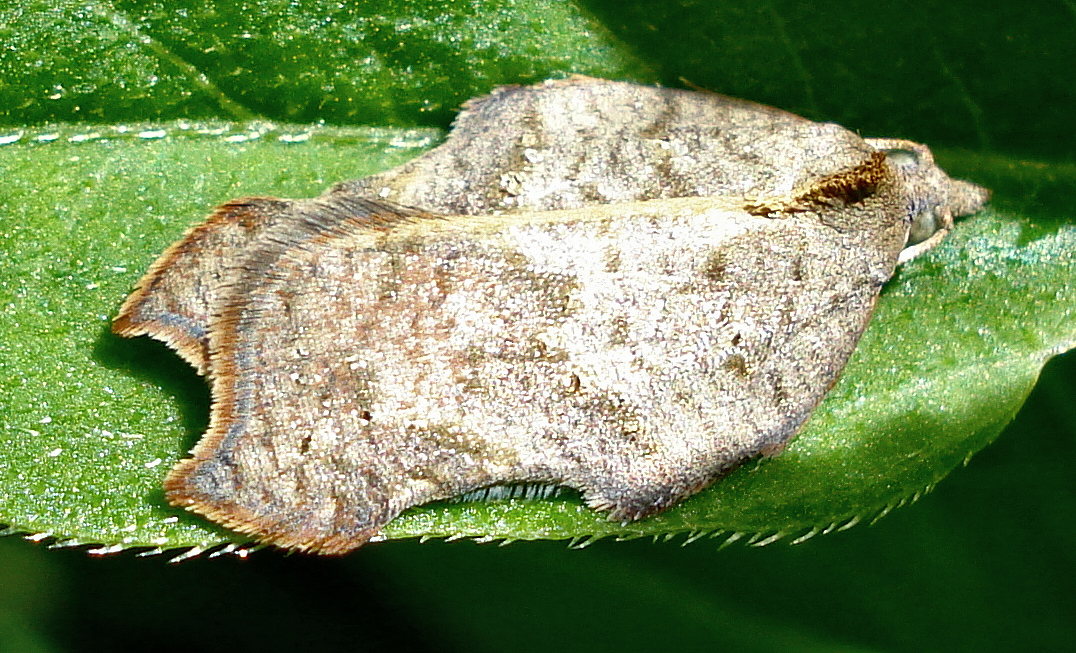